# Arte da Itália

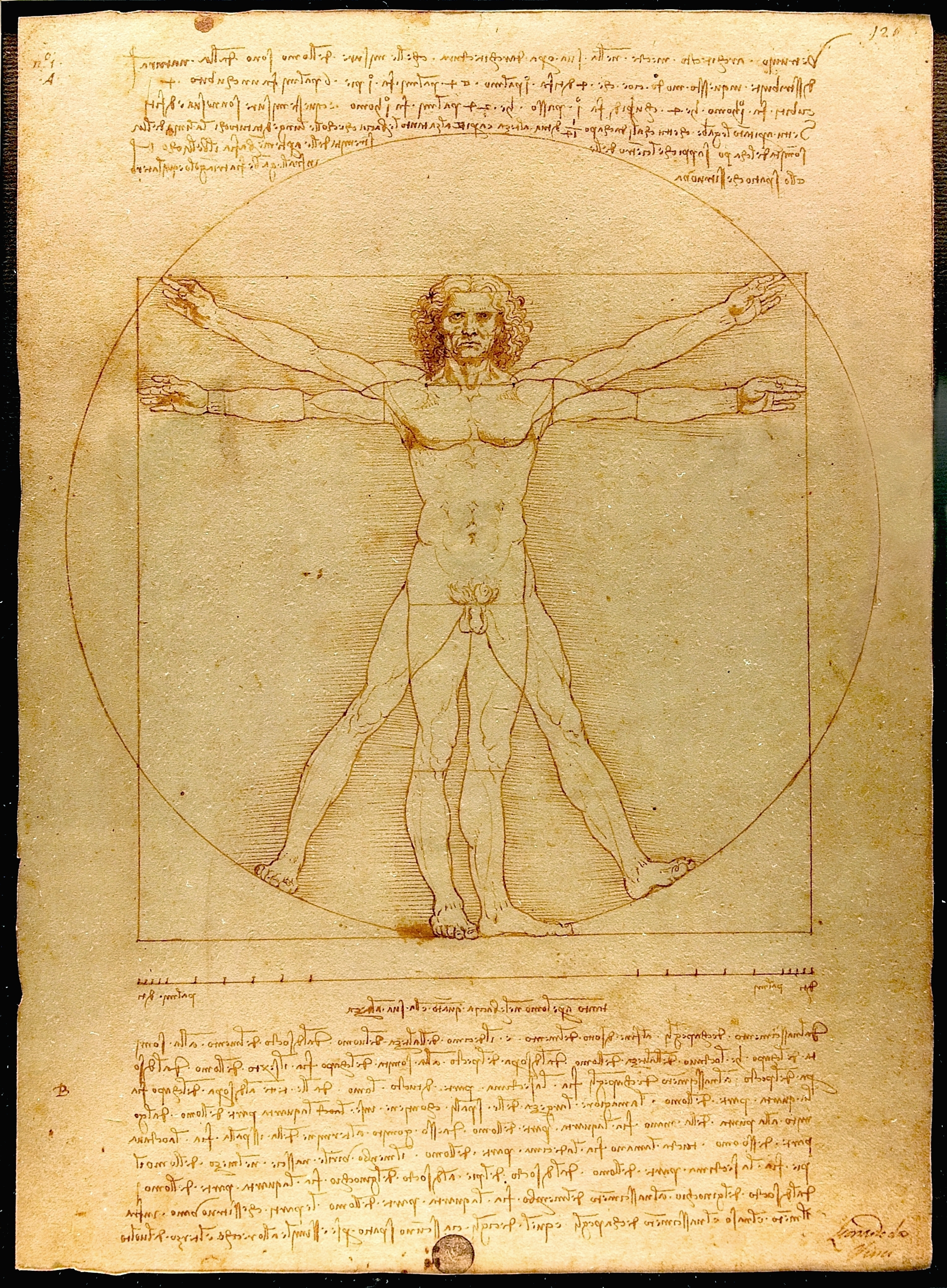
O Homem Vitruviano de Leonardo da Vinci, expoente da estética humanista da Renascença italiana
Accademia, Veneza

Arte italiana é a expressão utilizada para caracterizar todo o processo evolutivo das artes visuais que floresceram no território atualmente compreendido pela Itália, desde as manifestações artísticas da Antiguidade até os dias de hoje. Na Roma Antiga, sob influência da cultura helênica, a península Itálica tornou-se um importante centro de difusão da chamada teknê grega e da ars latina (concepção que unia a habilidade artística à capacidade produtiva do indivíduo), com fortes consequências no campo da escultura, da cerâmica e da arquitetura. 
Séculos depois, durante a Idade Média, a arte italiana contribuiu para uma nova concepção estética do estilo gótico, opondo-se a seus efeitos dinâmicos em favor de uma interpretação mais paleocristã. O Renascimento, por sua vez, implicou uma busca de uma linguagem racional e na valorização da herança da Antiguidade. De forma ambivalente, o maneirismo buscará estabelecer limites a esses elementos clássicos, ao mesmo tempo que endossará a academização da produção artística italiana. No Barroco lançam-se as premissas de uma arte pomposa e de efeitos - cujo rebuscamento atingirá seu ápice no Rococó e seu o ocaso no neoclassicismo. No que tange à arte moderna, a Itália teria no futurismo uma de suas mais singulares criações.

## Arte etrusca

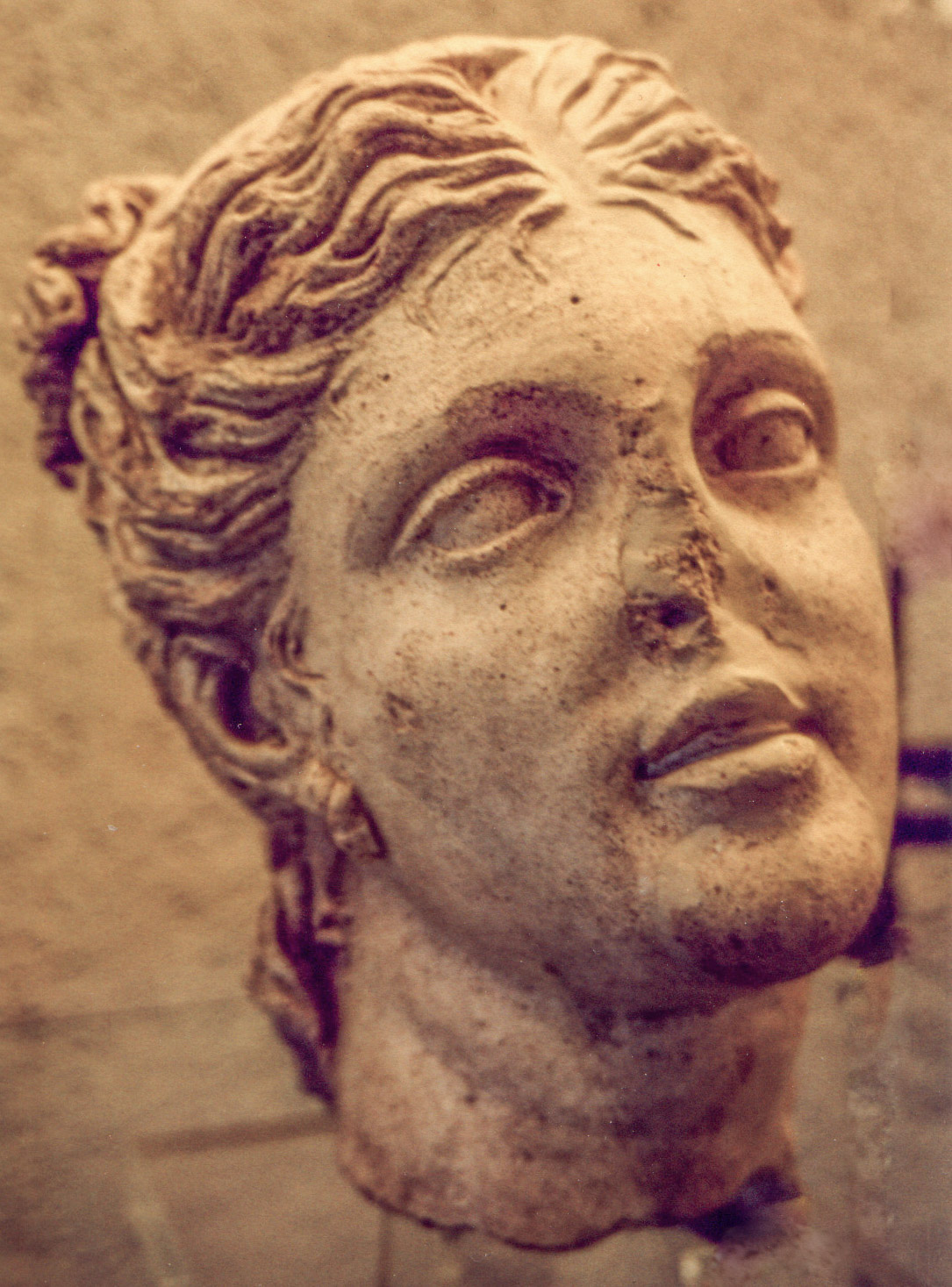
Busto etrusco

A arte da civilização estrusca teve seu apogeu entre os séculos VIII e II a.C. Habitantes da Itália central (atual Toscana), os etruscos sofreram diversas influências no campo das artes de outras civilizações do Mediterrâneo (fenícios, egípcios, assírios). Mas foi sobretudo o contato com a cultura helenística que possibilitou aos etruscos a apropriação de determinados elementos de técnica escultórica e do modelado que mais tarde foram a base para o desenvolvimento de um estilo de características bastante peculiares - que por sua vez exercerá inconteste influência sobre a arte romana, até ser totalmente absorvido por esta já no século I d.C. Os artistas etruscos eram habilidosos artesãos, aptos a trabalharem com diversos suportes (terracota, cerâmica, bronze, ouro, marfim) e a criarem peças para as mais distintas funções (estatuária religiosa e fúnebre, buccheros, joias, entre outros). Também eram versados na execução de bustos e afrescos, utilizados, sobretudo, na decoração de câmaras funerárias.

## Arte romana

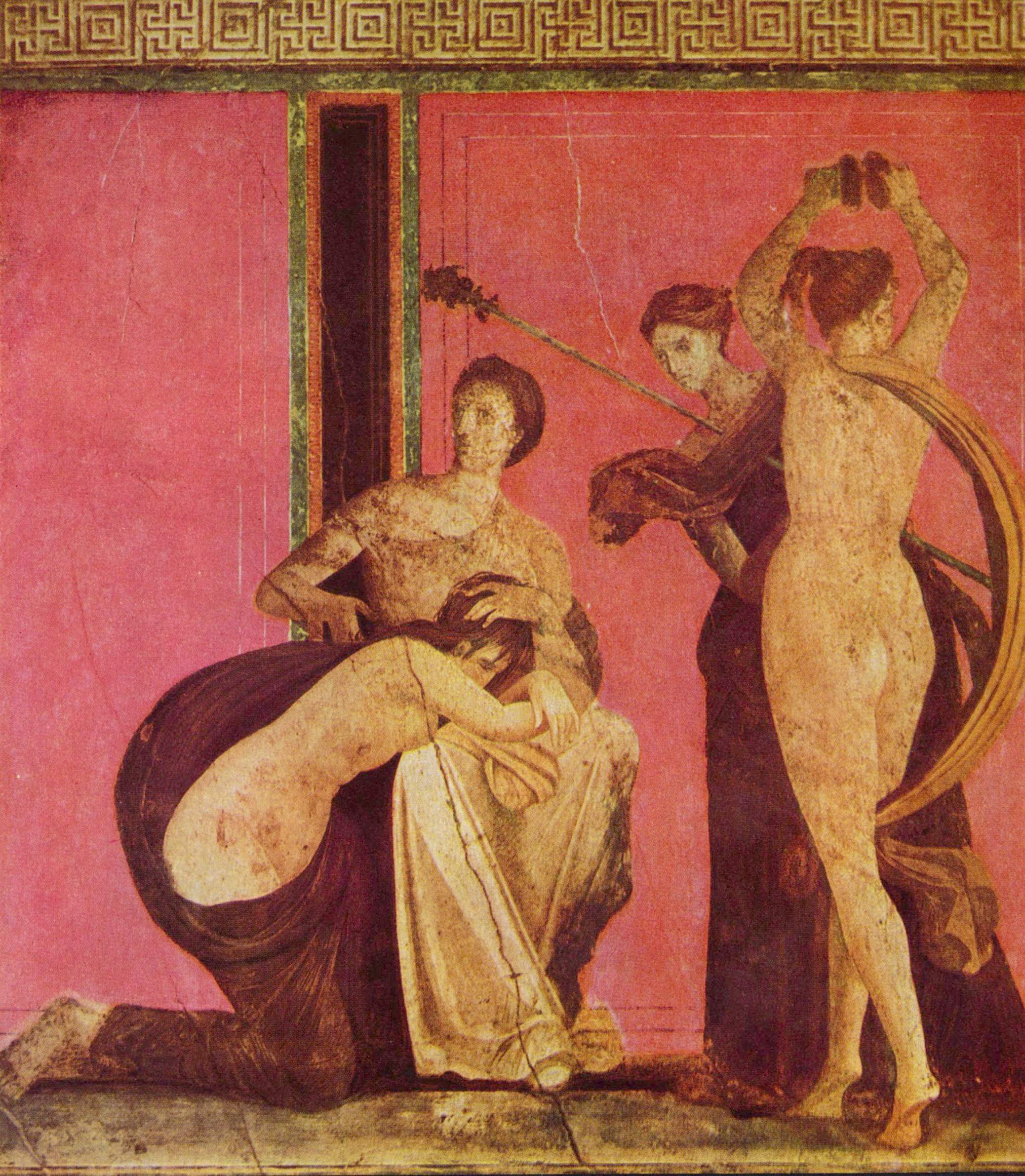
Afresco da Vila dos Mistérios, Pompeia

A arte romana só adquiriu personalidade própria tardiamente. Em suas origens, sofreu influência dos etruscos e, por intermédio destes, do helenismo, que conheceu também graças à proximidade das colônias gregas. A partir das primeiras grandes conquistas (meados do século IV - meados do século II a.C.), os butins enriqueceram Roma com numerosas obras helenísticas, o que estimulou, juntamente com os artistas gregos, o desenvolvimento das artes plásticas. A partir do século II, as artes visuais romanas, assim como a arquitetura e o urbanismo, eram destinadas a secundar os intentos políticos do império. Ao fim dessa época, a decoração mural pintada (I estilo) se reduzia à imitação dos revestimentos de mármore. 
Posteriormente, desenvolveu-se o II estilo, com a introdução dos espaços imaginários, do que dão testemunho os afrescos e mosaicos de Herculano e Pompeia. Sob o império de Augusto, desenvolveu-se o III estilo (por volta de 15 a.C.), que se notabilizou por uma reação contra o irrealismo da época precedente, no momento em que, sob Nero, o IV estilo reapareceu na decoração arquitetônica, enquadrando paisagens imaginárias já entrevistas no II estilo. Durante o reinado de Adriano, surgiram os sarcófagos ornados com baixos-relevos, ao passo que a escultura oficial deixava transparecer o classicismo helenístico. Sob Constantino, a arte romana experimentou uma autêntica renascença clássica. Desde então, a sobrevivência helenística e a tradição oriental, intimamente ligadas, foram o fermento da arte cristã oficial e da arte bizantina.

## A arte medieval
Durante a Idade Média, sob influência da Igreja Católica, a produção artística italiana voltou-se à temática religiosa. Não obstante a predominância de temas sacros, aprofundou-se a incorporação de distintas correntes estéticas, em razão da convivência, pacífica ou não, com os chamados povos bárbaros, e das diferentes acepções que a arte cristã possuía no território europeu.

### Arte paleocristã

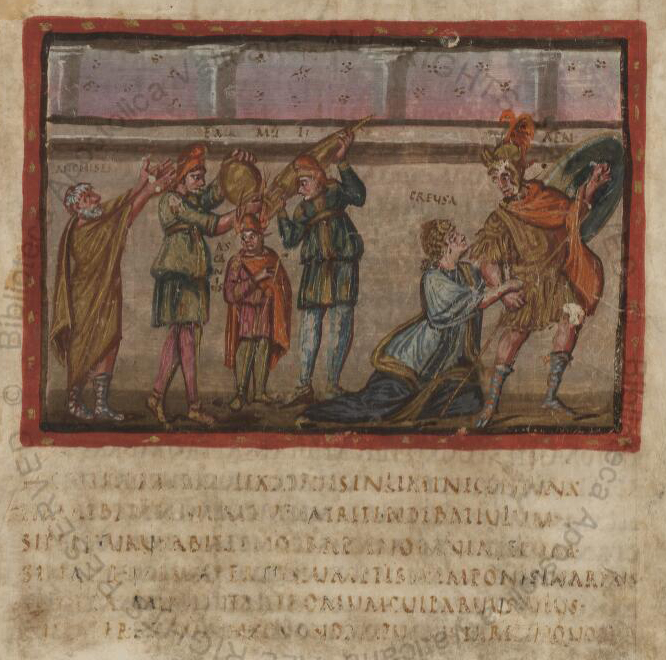
Página do Vergilius Vaticanus, iluminura do século V
Biblioteca Apostólica Vaticana

O triunfo do cristianismo determinou uma rápida transformação das formas arquitetônicas antigas às necessidades da liturgia. A partir do século IV, surgiramm dois tipos de plantas: a basílica, de longas naves e transepto com abside (Basílica de São Pedro, Roma) e o santuário com plano central dos batistérios e mausoléus (Santa Constância, Roma, c. 350). O desenvolvimento da arquitetura e a consequente necessidade de decorar vastas superfícies impulsionou a execução de mosaicos, bastante difundidos na Mesopotâmia e profundamente ligados à tradição greco-romana. Utilizado na decoração interna de igrejas, o mosaico permitiu produzir vibrantes imagens policromáticas, ao substituir cubos de mármore por pedaços de vidro colorido. No que tange à escultura, as restrições do Antigo Testamento à idolatria acabaram por restringir dramaticamente a liberdade artística vigente em períodos anteriores e a as possibilidades expressivas. Não obstante, a pintura mural persistiu, sobretudo na decoração das catacumbas romanas, nas quais se percebe a influência da arte romana tardia, na busca de elementos arquitetônicos para embasar a ilusão espacial e as figuras planas de corpo proporcional. Os motivos pagãos persistentes foram reformulados, ganhando novas interpretações de cunho cristão.

### Do século V ao século IX

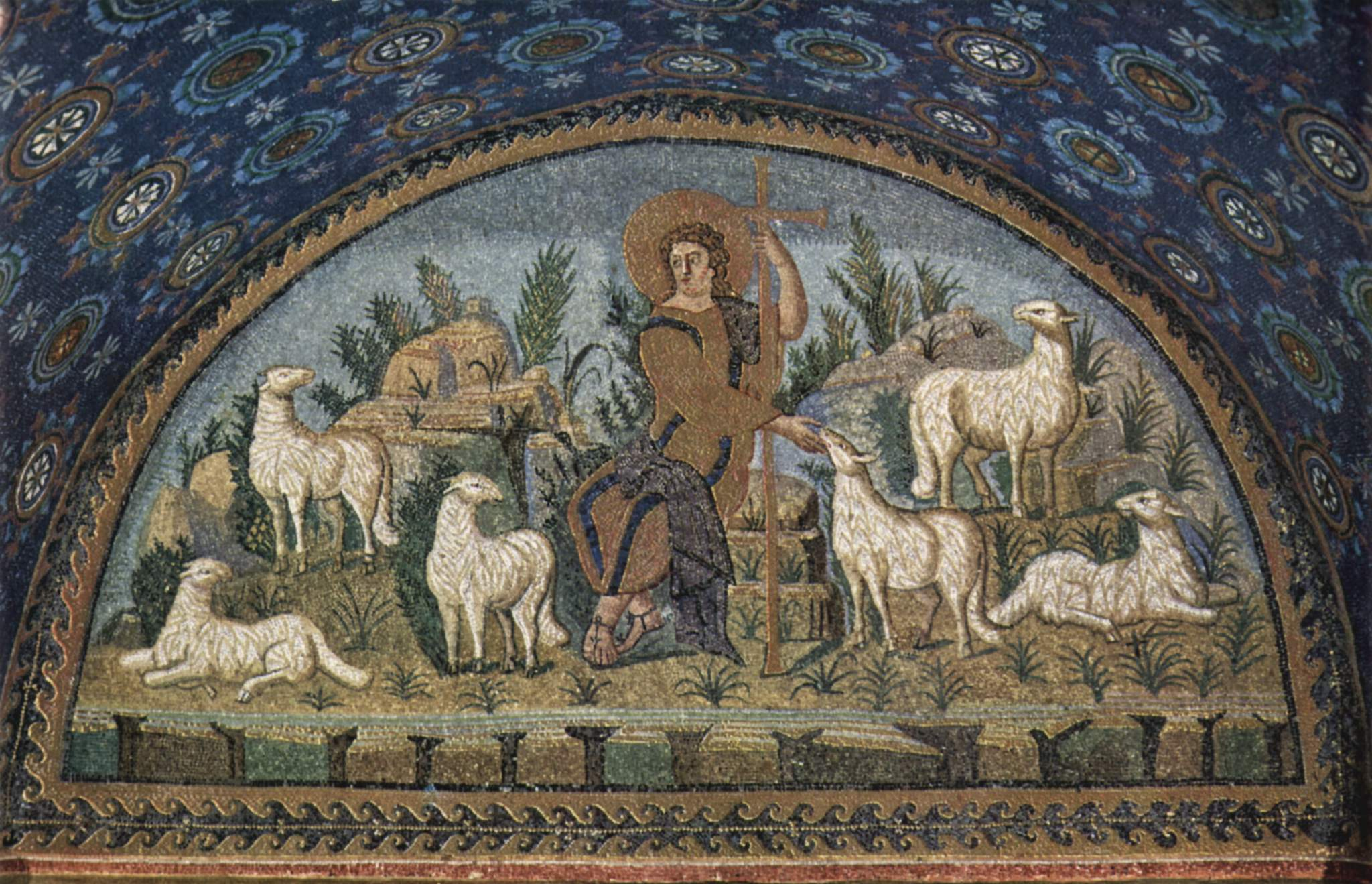
Afresco do século V no Mausoléu de Gala Placídia, Ravena

Com a divisão do Império Romano (395) e sua posterior dissolução, apagou-se o prestígio de Roma. Ravena tornou-se a capital (402), alternadamente latina, bárbara e bizantina, rica em monumentos nos quais o mosaico, nova decoração mural, elevou-se à altura de arte maior (mausoléu de Gala Placídia, c. 425; basílicas de São Vital, (531), e de São Apolinário em Classe, c.540). A partir do século V, surgiram as iluminuras, que devem sua importância, no contexto do cristianismo, à necessidade de manutenção e propagação das escrituras sagradas. Não obstante sua função religiosa, elas apresentam uma rica variedade cromática, não isenta de certa influência da estrutura espacial e da geometrização típicas da pintura greco–romana. No século VII, no norte da Itália, então sob o domínio lombardo, desenvolveu-se uma civilização original que se manteve até a época carolíngia (afrescos de Castelseprio, fim do século VII - início do século VIII, ao passo que Veneza voltou-se resolutamente para o Império Bizantino, ligando-se por muito tempo ao Oriente.

### A arte românica

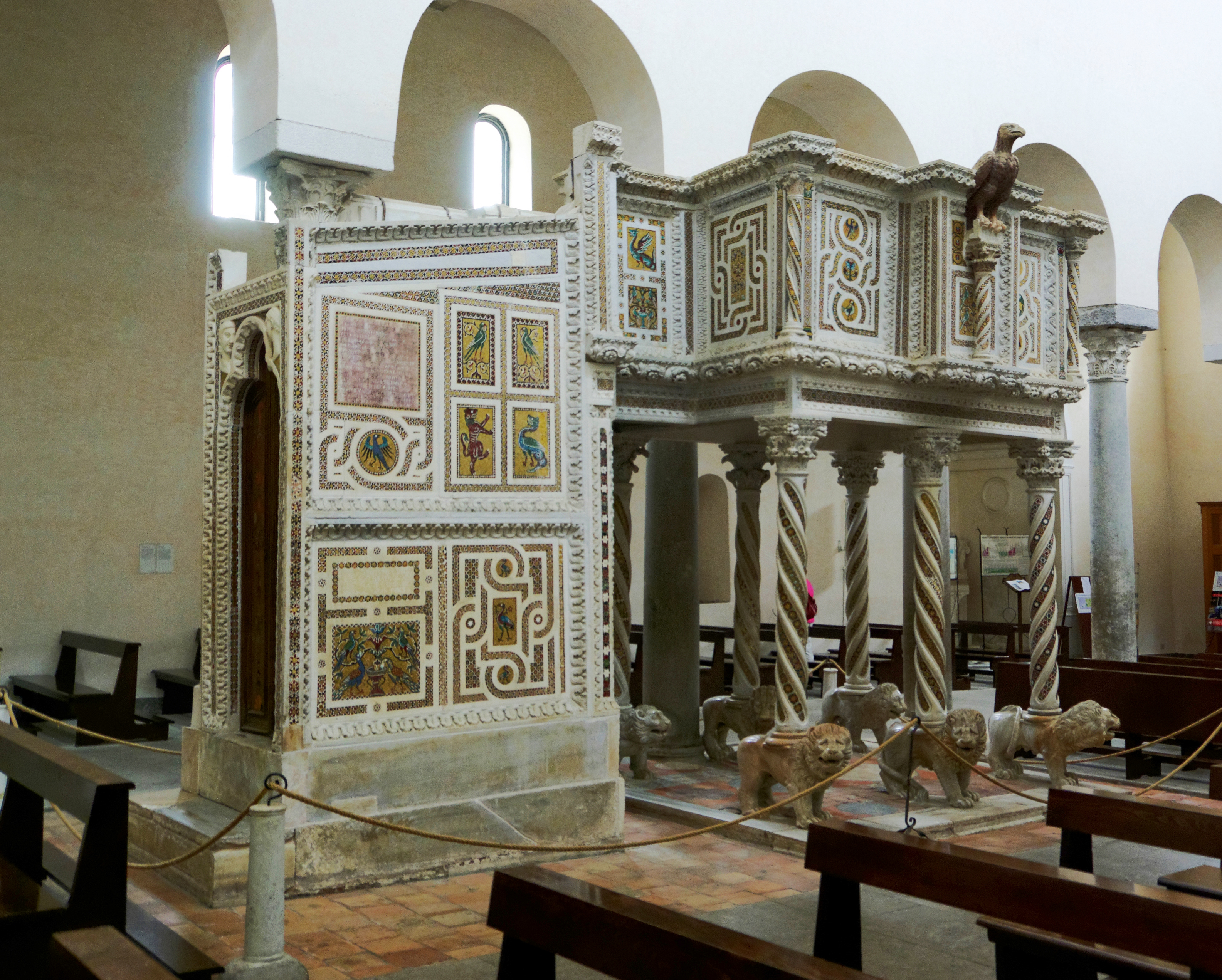
Púlpito do Duomo de Ravello, 1272, por Niccolò di Bartolomeo

Por volta do ano 1000, nasceu, no norte da Itália, a primeira arte românica meridional, caracterizada por edifícios de exteriores simples, decorados por bandas lombardas, com campanários adjacentes e volumes interiores articulados e mais frequentemente cobertos com telhados do que com abóbadas. Uma importante diversificação ocorreu em seguida: na planície do rio Pó, as fachadas passaram a ostentar galerias em arcadas (igrejas de Pavia, Como, catedrais de Módena, Ferrara, Parma) e algumas grandes basílicas cobriram-se de abóbadas em ogivas de perfil triangular (Santo Ambrósio de Milão, c.1100). A tradição bizantina imperou na Catedral de São Marcos, em Veneza (consagrada em 1094). Na Toscana, prevaleceram a beleza dos materiais e a decoração exterior (catedral, batistério e campanário de Pisa; batistério e igreja de São Miniato em Florença). A região sul, ocupada pelos normandos, privilegiou a monumentalidade sem, no entanto, renunciar aos efeitos decorativos, como nas igrejas com mosaicos da Sicília (catedrais de Palermo, Cefalù, Monreale, século XII. Em contrase com o que ocorria nas manifestações paleocristãs, as igrejas foram ricamente decoradas, interna e externamente. A escultura em pedra de grandes proporções renasceu, pela primeira vez desde os romanos, atrelada à decoração arquitetônica, bem como a pintura. Ambas serão carregadas de esquematização e simbolismo, característicos de um período em que o artista aprende a representar o que sente, e não somente o que vê.

### A arte gótica

Cimabue (florentino, c. 1240 - c. 1302). Maestà, c. 1270
Museu do Louvre
Paris

Profundamente ligada à tradição romana, a Itália conheceu tardiamente o fenômeno gótico, que se expressou de maneira original, opondo aos efeitos dinâmicos valorizados no resto da Europa uma concepção estática e horizontal, de herança paleocristã e espírito cisterciense. Os exemplos são muitos na Toscana e na Umbria, em Florença (igrejas de Santa Maria Novella, Santa Croce, Santa Maria del Fiore), em Siena, Perúgia, Assis, Orvieto, e mais raros nas duas extremidades da península, onde chegaram influências de além Alpes (catedral de Milão, iniciada em 1386). Paralelamente desenvolveu-se a arquitetura civil, favorecida pelo apogeu do movimento comunal (Palazzo Vecchio de Florença, Palazzo Comunale, Ca' d'Oro em Veneza).
A escultura colocou as premissas de uma arte verdadeiramente italiana. A escola de Pisa abriu o caminho, representada por Nicola e Giovanni Pisano, e difundida por Andrea Pisano em Florença, onde também se destacou Andrea Orcagna. Uma renovação ainda mais radical manifestou-se na pintura, com Pietro Cavallini em Roma, Cimabue em Florença e, sobretudo, Giotto di Bondone em Assis e Pádua, cuja influência iria determinar toda uma tendência da arte pictórica italiana do século XIV, que tem entre seus expoentes Taddeo Gaddi, Bernardo Daddi e Maso Di Banco. Em Siena, Duccio di Buoninsegna realizou uma revolução semelhante, continuada por Simone Martini e pelos irmãos Ambrogio e Pietro Lorenzetti. Veneza prolongou a arte bizantina, como se percebe nas obras de Paolo Veneziano, ao passo que o norte da Itália exemplificou o gótico internacional, que, no início do século XV, atingiu seu apogeu com Gentile da Fabriano, Jacopo Bellini e Antonio Pisanello. Entre as outras notáveis atividades artísticas do período gótico merecem destaque o interesse cada vez maior pelos vitrais, fartamente utilizados na arquitetura religiosa, e a produção de iluminuras, com a proliferação dos manuscritos assim denominados Livro das Horas.

## O Renascimento
No plano da criação artística, o movimento do Renascimento traduziu-se pela busca de uma linguagem racional e pela retomada da herança da Antiguidade. Como características do movimento sobressaem o estabelecimento de uma perspectiva derivada de regras matemáticas precisas, a busca por uma relação ideal entre figuras e cenários, e a nova posição central do homem como protagonista da história e como medida de todas as coisas. O Renascimento italiano é comumente dividido em três fases distintas: o quattrocento, a fase clássica e o maneirismo.

### OQuattrocento

Leonardo da Vinci (toscano, 1452-1519). Mona Lisa, 1503-1507
Museu do Louvre, Paris

O Renascimento eclodiu em Florença já nos primeiros decênios do século XV, com a geração de artistas nascidos naquela cidade num intervalo de menos de trinta anos (entre 1377 e 1406), como Filippo Brunelleschi, Luca della Robbia, Donatello, Ghiberti e Leon Battista Alberti. A primazia de Florença na primeira fase do Renascimento deve-se, essencialmente, à multiplicação de experiências favorecidas pelo mecenato e inspiradas pelo humanismo, fruto da prosperidade e do primado econômico florentino, angariados pela intensa atividade mercantil. Na pintura, o movimento partiu de Masaccio (afrescos da igreja do Carmine, em Florença, 1426-1427), a quem se ligaram Paolo Uccello e Andrea del Castagno. Ainda marcado por um arcaísmo gótico, Fra Angelico produziu algumas obras de grande acuidade espacial e de intenso colorido, características também compartilhadas por Filippo Lippi, Domenico Veneziano e, mais tarde, Benozzo Gozzoli, Alesso Baldovinetti e Domenico Ghirlandaio. As criações de Verrocchio e dos irmãos Pollaiuolo (Antonio e Piero), de Lorenzo di Credi, Filippino Lippi, Piero di Cosimo e principalmente Botticelli marcaram o ápice desta época da arte florentina.
Com exceção de Siena, que permaneceu fiel ao seu passado (Sassetta), as outras escolas reagiram de maneira quase imediata ao exemplo de Florença: Urbino, onde trabalhou Piero della Francesca, a Úmbria com Perugino e Pinturicchio, Nápoles e a Sicília (Antonello da Messina), o Vêneto, onde se desenvolveu uma pintura extremamente inovadora graças aos Bellini (Jacopo, Gentile e Giovanni) e a Vittore Carpaccio. Por sua genialidade, o toscano Leonardo da Vinci escapou às categorias regionais. Formado no ateliê de Verrocchio, autor de estudos teóricos, grande desenhista, inovou pela invenção do sfumato e lançou as bases de uma nova maneira de ver e fazer que alimentou não apenas os mestres italianos do final do século XV e do início do século XVI (Bernardino Luini e Andrea Solari na Lombardia, Andrea del Sarto e Fra Bartolommeo em Florença, Il Sodoma em Siena), mas toda a arte europeia que se seguiu.

### A fase clássica (Alto Renascimento)
No século XVI, a arte italiana foi dominada pelo extraordinário desenvolvimento da arte romana, desde o advento de Júlio II (1503) até o saque de Roma, em 1527. Vindo da Lombardia, Bramante ampliou sua concepção de arquitetura, ao entrar em contato com os monumentos da Antiguidade. Depois de iniciar-se como pintor e escultor, Michelangelo chegou à corte vaticana em 1505, chamado pelo papa, que lhe encomendou seu túmulo e o encarregou de cobrir de afrescos o teto da Capela Sistina (1508-1512). Vindo de Urbino, Rafael deixou Florença em 1508 e partiu para Roma, onde iniciou a decoração das "salas" do Vaticano (le Stanze), antes de notabilizar-se na representação de madonas, no retrato e em trabalhos decorativos que contaram com a colaboração de muitos discípulos, preparando, tal como Correggio em Parma, a arte maneirista.
O classicismo veneziano desenvolveu-se por volta de 1530. A pintura dominou, consagrando o triunfo da cor. As inovações de Giorgione fascinariam Palma, o Velho, Sebastiano del Piombo e Tiziano, cuja vitalidade multiforme anunciou a idade barroca da mesma forma que as grandes composições dramáticas de Tintoretto e o mundo luxuoso de Paolo Veronese.

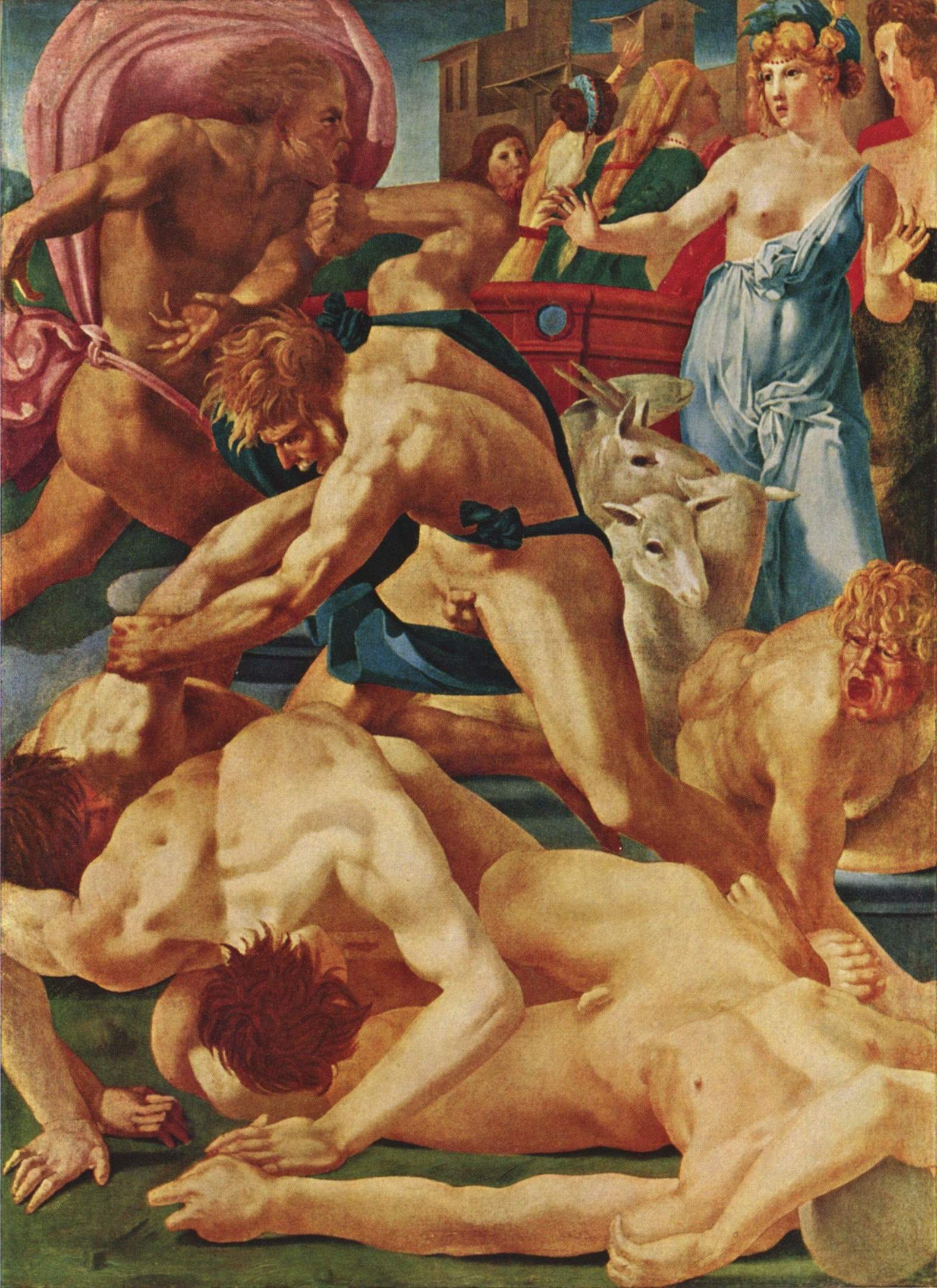
Rosso Fiorentino, 1494-1540). Moisés e as Filhas de Jetro, c. 1523
Galleria degli Uffizi, Florença

### O maneirismo
O maneirismo é um termo cunhado no século XVIII para designar um período da arte italiana e europeia que se revela, à luz dos estudos modernos, como um dos mais complexos da história da arte. Suas principais características são o desvio em relação ao classicismo, o irrealismo, o refinamento e a ênfase e a tendência ao fantástico. Suas premissas formais, lançadas pelos seguidores de Michelangelo e Rafael, são desconcertantes: o espaço postulado pela perspectiva perde muito da importância capital que lhe era conferida pelos artistas do quattrocento. O colorido metaliza-se e ganha maior autonomia em relação ao desenho. O corpo humano não dispõe mais de uma estrutura simétrica e em equilíbrio - é submetido agora a torsões e a escorços extravagantes.
Formas alongadas e flexíveis, um modelado liso e uma certa ausência de expressão definiram a escultura da época (Bandinelli, Cellini, Ammannati, Giambologna). O efeito decorativo prevaleceu também na pintura. Dois centros rivalizavam: a Toscana (Pontormo e Rosso Fiorentino em Florença, Beccafumi em Siena) e o norte da Itália, onde se destacou Parmigianino. Um processo de academização produziu-se em meados do século, em Florença, com o retratista Bronzino e os decoradores Giorgio Vasari e Francesco Salviati, em Roma com Daniele da Volterra, junto com os florentinos Taddeo e Federico Zuccari, em Gênova com Luca Cambiaso, em Milão com Giuseppe Arcimboldo e em Urbino com Federico Barocci.

## Barroco e rococó

Caravaggio (milanês, 1571-1610). Os Trapaceiros, c. 1594
Museu de Arte Kimbell
Fort Worth

Por volta dos anos 1580, nasceram na Itália os primeiros movimentos artísticos tendentes à superação do maneirismo. Após a Contrarreforma, a afirmação do poder papal deu livre curso ao Barroco, que passou a explorar as conquistas do Renascimento no sentido de uma arte louca e de efeitos, da qual participaram todas as disciplinas, em estreita ligação. 
Três nomes dominaram a arquitetura: Carlo Maderno (fachada de Santa Susanna, Roma, 1603), Gian Lorenzo Bernini, escultor de formação e admirável decorador de Roma (Colunata de São Pedro, 1656 em diante) e Francesco Borromini, rival do precedente, do qual não tinha o vigor, mas a quem ultrapassou em ousadia e sutileza (San Carlo alle Quattro Fontane, 1634-1665). Na decoração dos tetos, a pintura ilusionista (trompe l'oeil) tornou-se regra (Pietro de Cortona), Andrea Pozzo). A fórmula espalhou-se pela Itália, atingiu o Piemonte (Guarino Guarini e Filippo Juvarra), Nápoles (Luigi Vanvitelli, e pintores como Mattia Preti e Luca Giordano, seguidos por Francesco Solimena), Gênova (Gregorio de Ferrari), Lecce e a Sicília no século XVIII, além de Veneza, com as obras de Baldassarre Longhena. O Rococò era um apêndice em um tom mais mensurável e habitável que o barroco, que teve lugar no século XVIII.
Giambattista Pittoni e Giovanni Battista Tiepolo foram os principais pintores venezianos do século XVIII, referência para toda a arte mundial da época.

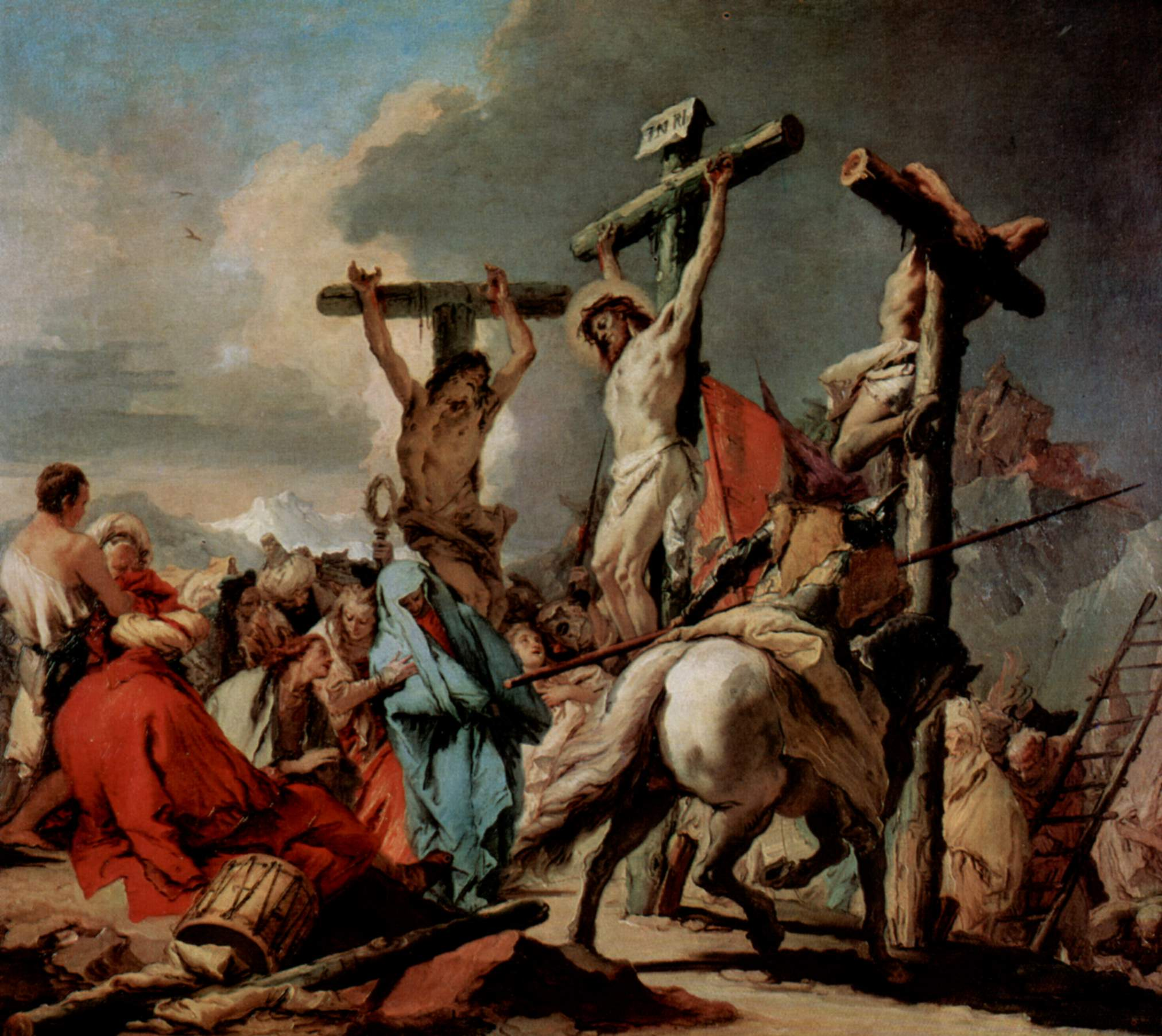
Tiepolo (veneziano, 1696-1770). A Crucificação, c. 1745-1750
Saint Louis Art Museum
St. Louis

Na pintura, a oposição ao maneirismo havia engendrado duas correntes diferentes: a realista, cujo maior expoente seria Caravaggio, criador do luminismo pictórico que fez escola, a partir de 1605-1610, em Roma (Orazio Gentileschi, Carlo Saraceni), na Lombardia e em Nápoles (Ribera, Salvator Rosa); e a eclética, ou decorativa, com a família Carracci, em Bolonha, de onde saíram artistas como Guido Reni, Domenichino, Francesco Albani e Guercino. O realismo familiar introduziu-se em Bolonha nos últimos anos do século XVII (Giovanni Maria Crespi) e renasceu em Bréscia, no século XVIII, com Giacomo Ceruti, pintor de tipos populares. A renovação do gosto pela paisagem inspirou Giovanni Benedetto Castiglione em Gênova e, no século XVIII, de inspiração Rococó, Piranesi em Roma, e os vedutistas Canaletto e Francesco Guardi em Veneza, enquanto o gênero do "capricho" marcou o genovês Alessandro Magnasco e o veneziano Marco Ricci.

## Neoclassicismo e século XIX

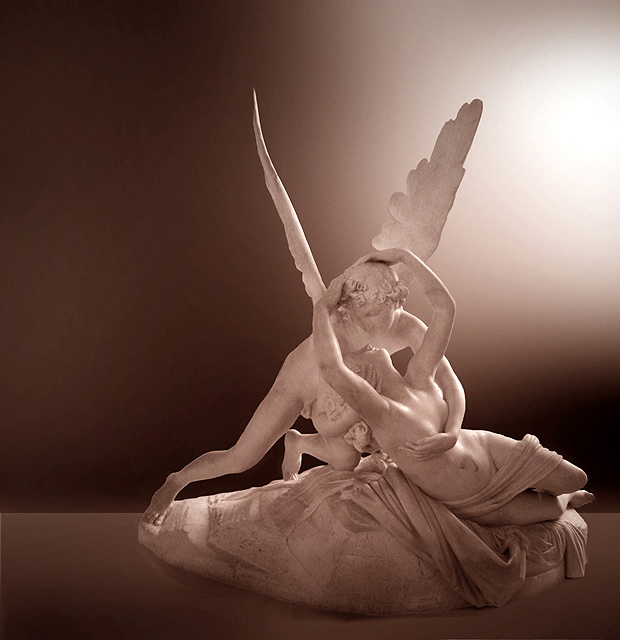
Canova (1757-1822). Eros e Psiquê, 1796
Museu do Louvre, Paris

Desde meados do século XVIII, os excessos do Barroco e do Rococó vinham orientando a arte para a reação ao neoclassicismo, favorecido também pelas descobertas arqueológicas (Pompeia) e pela presença, em Roma, de artistas estrangeiros como Anton Raphael Mengs e Bertel Thorvaldsen. O escultor Antonio Canova foi o maior intérprete da tendência neoclássica (Amor e Psiquê, 1793), juntamente com o arquiteto Giuseppe Piermarini e o pintor Andrea Appiani em Milão.
A pintura de "cenas de gênero" era uma representação pictórica com temas de cenas e eventos tirados da vida cotidiana: por exemplo, mercados, trabalhos domésticos, interiores ou festas. Representando aspectos da vida cotidiana, foi durante muito tempo considerado um gênero "menor", de valor muito menor do que a pintura histórico-religiosa, mas nem mesmo como retrato. Ele começou a ser apreciado por um pequeno círculo de colecionadores antes da nobreza e, em seguida, a burguesia até encontrar sua celebração nos tempos modernos também de acordo com o seu testemunho íntimo para a história viva.
Em Itália entre os primeiros artistas a ter cenas de gênero pintadas Vincenzo Campi e Bartolomeu Passerotti, que inspirou Annibale Carracci, com Mangiafagioli e, em seguida, no século XVIII Gabriele Bella e Pietro Longhi, mas no século XIX, que encontra a sua mais alta expressão do gênero de arte que também se torna altamente introspectivo, com o Venetian Antonio Rotta, a O caso sem esperança   e La morte del pulcino se tornaram algumas das pinturas de gênero mais célebres da pintura italiana, que também seguiram Vincenzo Petrocelli.
No decorrer do século XIX o ecletismo dominou, como de resto em outros países. Em Roma está simbolizado pelo monumento a Vítor Emanuel II (1885-1911). Frieza pomposa e virtuosidade superficial caracterizaram a escultura e a pintura até o aparecimento dos macchiaioli ou tachistas (Giovanni Fattori, Silvestro Lega, Telemaco Signorini), ativos em Florença por volta de 1850-1870, e de Giovanni Segantini em Milão. Os retratistas deste final de século, como Giovanni Boldini e Giuseppe de Nittis, alcançaram grande êxito em Paris. No movimento da art nouveau, destaca-se Adolfo de Carolis, entre outros.

## Scapigliatura
Foi um movimento artístico, mas também literatura e música, nascido em Milão desde os anos sessenta do século XIX, que depois se espalhou por toda a Itália, e é uma tradução livre do termo francês bohème, que se refere a vida desordenada e não-conformista dos artistas parisienses a maioria era doido, contra a maioria romantismo italiano (Manzoni, Berchet, D'Azeglio), para recuperar as sugestões do romance estrangeiro e espalhando o gosto os naturalismo crescente e os franceses amaldiçoado para Baudelaire, antecipando realismo e decadência. 
Os artistas scapigliati assumiram uma atitude ambivalente em direção à modernidade: por um lado o seu impulso original de repulsa e se agarram aos valores do passado, beleza, arte, natureza, autenticidade de sentimento, que o progresso estava destruindo; por outro lado, percebendo que esses ideais estão agora perdidos, eles se resignaram, desapontados e desencantados, para representar os aspectos "verdadeiros" da realidade presente. Mas não se sentir bem acolhido pela empresa, eles passaram a investigar os aspectos mais crus e patológicos de suas vidas e suas vidas pessoais, tornando-se consumidos pela doença e não certo para ela, mas é esse o seu modo de vida, onde você deixar ir o que podem descobrir que a introspecção que os leva a criar, mesmo em tenra idade, obras e reflexões de grande valor artístico.
Nas formas boêmias, uma espécie de consciência dualista ou alma bipolaridade artística que, em seguida, levou a um verdadeira expressionismo italiano com uma identidade completamente independente do francês.
A posição da Scapigliatura na história cultural do século XIX e XIX é a de uma espécie de encruzilhada intelectual, através da qual correntes de pensamento filtram, no campo artístico, os pintores Francesco Filippini, que nessas bases darão vida própria do movimento do impressionismo italiano no final da era, em oposição ao francês, Tranquillo Cremona, Mosè Bianchi, Daniele Ranzoni, o escultor Giuseppe Grandi.

## Macchiaioli e Verismo
Um dos primeiros movimentos a opor-se à arte formal acadêmica das academias, mantendo-se em contato com os fermentos ideológicos do Risorgimento nacional, foi o de Macchiaioli, com um uso revolucionário da cor (la macchia), que ele antecipou. as inovações de impressionistas em poucas décadas. O movimento Macchiaiolo afirma a teoria da macchia, afirmando que a visão das formas é criada pela luz como pontos coloridos, distintos, justapostos ou superpostos a outros pontos de cor. Consciente desta afirmação e livre de formalismos acadêmicos, o artista é tão livre para fazer imediatamente o que seus olhos percebem no presente.
Eles eram expoentes importantes Giovanni Fattori, Silvestro Lega, Telêmaco Signorini, Giuseppe Abbati. Verismo trouxe temas populares e diários para a arte. Entre os outros autores Lorenzo Viani, Giuseppe Pellizza da Volpedo.

## Impressionismo Italiano
Francesco Filippini, anteriormente Scapigliato, de 1880 dedicado à pintura de paisagem, com sua primeira exposição na Società Permanente em Milão, em 1886, em 1887, ele decidiu empreender uma viagem de pesquisa artística em Paris, onde nasceu “O impressionismo entre 1860 e 1870, que durou até as primeiras décadas do século XX, supera a estereotipada pompier art do classicismo exasperado francês, e restitui uma nova vitalidade à arte italiana de sua época, deixando de descrever as figuras de uma maneira meticulosamente meticulosa, a ponto de poder se concentrar em cada pequeno detalhe com o resultado de uma imagem tão polida que parece quase "lacada" e falsa, artificial, no sinal de uma rendição ao ambiente natural, mais autêntica, vigorosa e verdadeira.
Francesco Filippini, começa a prática de pintar en plein air, obrigando-o a uma rapidez de execução compatível com seu credo pictórico, visando capturar as impressões fugazes e irrepetíveis. Nas suas obras, emerge a sinceridade absoluta em relação ao verdadeiro natural, acompanhada por um rigor composicional consciente, numa linguagem robusta, confiada a uma pincelada ampla, áspera e essencial. Francesco Filippini, experimentando a nova técnica pictórica de pintar ao ar livre, cultivada com seus amigos parisienses Monet e Renoir, completamente baseados em variações nos efeitos da luz, conseguem torná-la mais "natural" imergindo-se na própria natureza.. Francesco Filippini, portanto, está entre os poucos estrangeiros que têm a capacidade de falar com as tendências mais avançadas de seu momento histórico em Paris e, em particular, com Claude Monet, que já havia iniciado uma investigação nos anos setenta. em torno das atmosferas corrosivas e de inverno da estação ferroviária de Saint-Lazare, à qual Filippini responderá com a obra In Venetian Lagoon, criando um novo movimento de impressionismo italiano com identidade própria que importará na Itália, influenciando todos os paisagistas italianos de seu tempo, e nos quais a forte introspecção da alma surge da projeção psíquica do pintor sobre o elemento natural experimentando um sentimento de cataclismo que se repete na vida cotidiana, uma sensação de drama que não existia em Monet, criando obscuras obras de inverno. Escuro, que se adapta à sensibilidade atormentada de Filippini e uma pincelada que permanece de uma matriz desapontada  onde o trabalho é representado como exaustivo, mas sempre com dignidade e aceitação estoica e deprimida, como evidenciado por seus temas icônicos dos camponeses em repouso, mas sempre compostos e com roupas sempre fora de uso. Balançando entre o realismo social e o novo naturalismo, Filippini criou obras à luz natural que tentavam respeitar os mesmos mecanismos que regulam a visão humana.

## Pintura de Gênero
A pintura de "cenas de gênero" era uma representação pictórica de indivíduos com cenas e acontecimentos da vida quotidiana: por exemplo, mercados, trabalho doméstico, interior ou partidos. Representando os aspectos da vida de todos os dias, foi por muito tempo considerado uma espécie de "menor", valor muito menor para a pintura histórica e religiosa, mas não como o retrato. Ele começou a ser apreciado por um pequeno círculo de colecionadores antes da nobreza e, em seguida, a burguesia até encontrar sua celebração nos tempos modernos também de acordo com o seu testemunho íntimo para a história viva.
Em Itália entre os primeiros artistas a ter cenas de gênero pintadas Vincenzo Campi e Bartolomeu Passerotti, que inspirou Annibale Carracci, com Mangiafagioli e, em seguida, no século XVIII Gabriele Bella e Pietro Longhi, mas no século XIX, que encontra a sua mais alta expressão do gênero de arte que também se torna altamente introspectivo, com o Venetian Antonio Rotta, suas obras O caso sem esperança e A morte do pintinho tornaram-se algumas das mais famosas pinturas de gênero da pintura italiana, que também foi seguido por Vincenzo Petrocelli.

## O século XX (arte moderna e contemporânea)
Sob a influência do cubismo, o futurismo fundamentou, desde 1909-1910, as pesquisas de Giacomo Balla, Umberto Boccioni, Carlo Carrà, Luigi Russolo e Gino Severini, levando-os a experiências abstratas, concomitantes à abstração de Alberto Magnelli e à "pintura metafísica" de Giorgio De Chirico. Mas a afirmação "antivanguardista" da tradição nacional, defendida pela revista Valori Plastici e pelo movimento Novecento, foi dominante na década de 1920. Apesar disso, artistas como Mario Sironi, Felice Casorati, Massimo Campigli e o escultor Alberto Martini percorreram caminhos interessantes, ao lado de artistas mais independentes (Giorgio Morandi e os escultores Giacomo Manzù e Marino Marini.

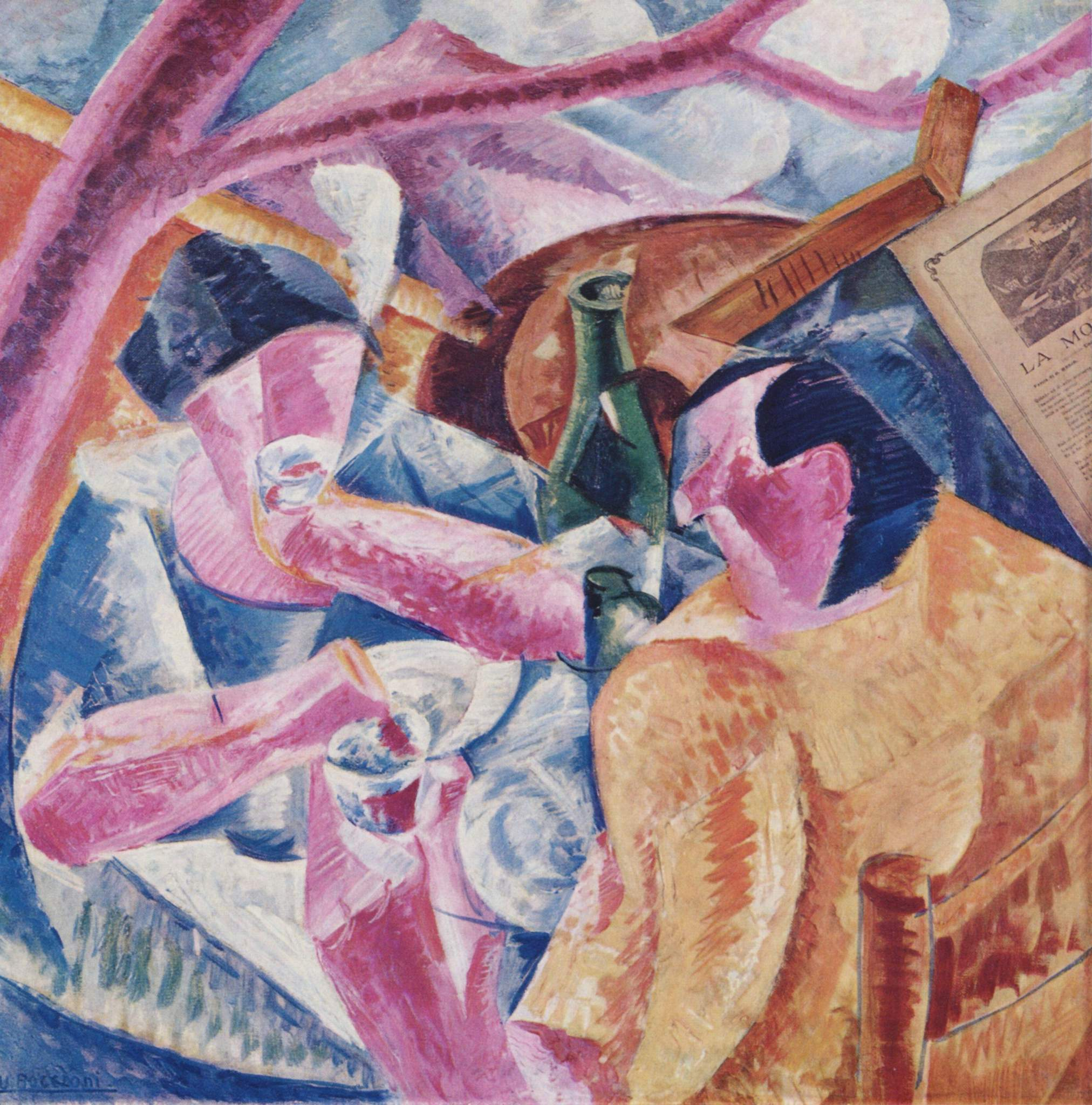
Umberto Boccioni (1882-1916). Sob a pérgula em Nápoles, 1914
Civica Galleria d'Arte Moderna, Milão

A reação dos expressionistas (Mario Maffai, Scipione) e dos pintores abstratos (Atanasio Soldati, Lucio Fontana), e depois a do movimento Corrente (criado em 1938), fundamentou a arte do pós-guerra, com a tendência expressionista lírica, mais ou menos abstrata (Renato Birolli, Bruno Cassinari, Emilio Vedova, Antonio Corpora) e a tendência realista (Renato Guttuso). Na década de 1950, abriram-se caminhos para novas linguagens: a abstração de Giuseppe Capogrossi e a de Alberto Burri, de escultores como Pietro Consagra ou Arnaldo e Giò Pomodoro, as pesquisas cromáticas de Piero Dorazio, o expressionismo surrealista de Enrico Baj, as pesquisas mais radicais de Fontana, Piero Manzoni, Gianni Bertini, Mimmo Rotella e Enrico Castellani, que se desenvolveram na década de 1960. Foi também a época da arte cinética (Bruno Munari, Enzo Mari) e, paralelamente, de uma nova figuração (Valerio Adami, Antonio Recalcati, Michelangelo Pistoletto e outros), às vezes próxima da Pop Art (Mario Schifano, os escultores Mario Ceroli, Pino Pascali), mas fiel também a um certo "italianismo" (Lucio Del Pezzo, Domenico Gnoli).
O final da década de sessenta e a década de 1970 foram marcados, ao lado da nova abstração (Giorgio Griffa, entre outros), por posturas inteiramente novas da vanguarda: arte povera ("arte pobre", com Pistoletto, Jannis Kounellis, Mario Merz e outros) e tendência conceitual (Giuseppe Penone, Pier Paolo Calzolari, Giulio Paolini), que evoluiram para formas mais barrocas. Em uma linha completamente diferente, no final dos anos setenta e nos anos oitenta, a Transvanguarda (Sandro Chia, Francesco Clemente, Enzo Cucchi, Mimmo Paladino e outros) praticou uma arte altamente expressiva e colorida.